# Las adolescentes (película)
Las adolescentes es una película española estrenada en octubre de 1975, escrita y dirigida por Pedro Masó y Santiago Moncada, catalogada dentro de las primeras producciones del llamado «cine de destape».
Pocos días antes del estreno, la Junta directiva de la Agrupación de Actores Cinematográficos muestra su descontento «por incluir en su ficha artística gran número de supuestos [sic] actores extranjeros en papeles estelares, quedando reducida la participación española a una mínima parte en sus intervenciones».
En cuanto al supuesto contenido «porno» de algunas de las escenas, el crítico cinematográfico del diario ABC Lorenzo López Sancho destaca en su columna que pese a que pueden «impresionar fuertemente al espectador español, habituado a un cine más contenido, son, a la par, los momentos de mejor cine, de mayor fuerza, de lenguaje cinematográfico más logrado y poderoso, de todo el filme».
La banda sonora cuenta con el aliciente de la canción La gaviota, compuesta por Juan Carlos Calderón e interpretada por el grupo Mocedades.
Fue vista por 2 770 000 espectadores.

## Argumento
Ana (interpretada por la actriz y fotógrafa estadounidense Koo Stark) es una chica enormemente retraída y estudiosa, a la que sus padres, dueños de un hotel en la costa de Murcia, deciden enviar a un selecto internado a las afueras de la capital británica a fin de que mejore su nivel de inglés y, sobre todo, se relacione más con gente de su edad.
Tras las consabidas novatadas iniciales, entabla cierta amistad con dos desinhibidas compañeras, Carla (Susan Player) y Rosalind (Victoria Vera) (fuman, comen bombones a escondidas, les encantan los escotes pronunciados y no se ponen sostén), más interesadas en el sexo contrario que en los idiomas.
Con la excusa de ir a visitar a dos antiguas clientas de sus padres que residen en Londres, Ana consigue fácilmente un permiso de Miss Stella Larsen (Maria Perscky), la gobernanta, con el que poder salir las tres.
Pero tras tomar el té con las ancianas, las tres amigas llegan a un concurrido pub de la ciudad, donde Carla y Rosalind alternan de antemano con tres jóvenes: un londinense (Jimmy), un jamaicano y un chileno, miembros de una red ilegal dedicada a tomar fotografías de chicas mientras hacen el amor con ellas, que venden a la revista porno danesa Estimulation.
Una vez en su pequeño apartamento, Jimmy «salva» a la protagonista del continuo acoso sexual del jamaicano, por lo que Ana decide que sea el joven, del que siente haberse enamorado, quien la desvirgue…

## Reparto
- Anthony Andrews, Jimmy.
- Koo Stark, Ana.
- Susan Player, Carla.
- Victoria Vera, Rosalind.
- Eduardo Bea, Carlos Borrera.
- Maria Perschy, Miss Stella Larsen.
- Trevor Thomas, Joe Graves.
- Cristina Galbó, Danielle.
- Víctor Petit, Andrés.
- Beatriz Galbó, colegiala.
- Eduardo Fajardo, padre de Ana.
- Queta Claver, madre de Ana.
- Isabel María Pérez, Chris.
- Adolfo Alises.
- Judith Nelmes.
- Patricia Mason.
- Arthur Howard, director del colegio.
- Mónica Ulloa.
- Jack Taylor, Mr. Hanson.
- Patricia Wright, profesora.

## La gaviota(letra)
Estribillo
Una gaviota sin plumar, quiso en la niebla navegar,
llegó la noche y no supo regresar,
vuela que vuela sin llegar,
busca que busca sin hallar,
cayó en la arena y no pudo ya volar.
Primera estrofa
Y su plumaje quedó
manchado de amor, de lluvia y tristeza,
cuando volando hacia el sol
un buitre cayó sobre ella en la niebla,
adolescente, adolescente, gaviota torpe y sin plumar,
vuelve a tu nido, vuelve a tu gente, gaviota vuelve ya.
Estribillo
Una gaviota sin plumar, quiso en la niebla navegar,
llegó la noche y no supo regresar,
vuela que vuela sin llegar,
busca que busca sin hallar,
cayó en la arena y no pudo ya volar.
Segunda estrofa
Ella se puso a llorar
con esa quietud que nace en la arena,
y no pudiendo volar
dejose llevar quieta en la marea,
adolescente, adolescente, gaviota torpe y sin plumar,
vuelve a tu nido, vuelve a tu gente, gaviota vuelve ya.

## Hemerografía
- Donald (18 oct. 1975). «Esos peligros que acechan a las jovencitas». Blanco y Negro (Madrid): 62.
- Junta directiva de la Agrupación de Actores Cinematográficos (4 oct. 1975). «Ante el estreno de "Las adolescentes"». ABC (Madrid): 79.
- López Sancho, Lorenzo (11 oct. 1975). «Truculencia demostrativa en "Las adolescentes"». ABC (Madrid): 55.